# Ferrovia Chivasso-Pré-Saint-Didier
La ferrovia Chivasso-Pré-Saint-Didier è una linea ferroviaria gestita da RFI che utilizza diverse tratte ferroviarie così definite dalle convenzioni di Wikipedia:
- la linea Chivasso-Ivrea-Aosta;
- la linea Aosta-Pré-Saint-Didier.